# Felching
Il felching è una pratica sessuale (il lemma inglese, coniato -a quanto sembra- negli Stati Uniti negli anni settanta, non trova corrispettivo nella lingua italiana), che consiste nel succhiare il liquido seminale fuoriuscente dall'ano  in seguito all'eiaculazione al suo interno. Solitamente si tratta del liquido seminale della stessa persona che lo succhia.
Il termine è altresì riferibile al succhiare il liquido che esce dall'ano, costituito dal contenuto di un clistere immesso precedentemente. Di solito, nei film pornografici in cui viene messa in opera questo tipo di pratica, al posto dello sperma è utilizzato il latte, che ha un colore simile al liquido seminale. In genere poi il liquido viene passato di bocca in bocca tra i partner.